# Calcolítico en la península ibérica

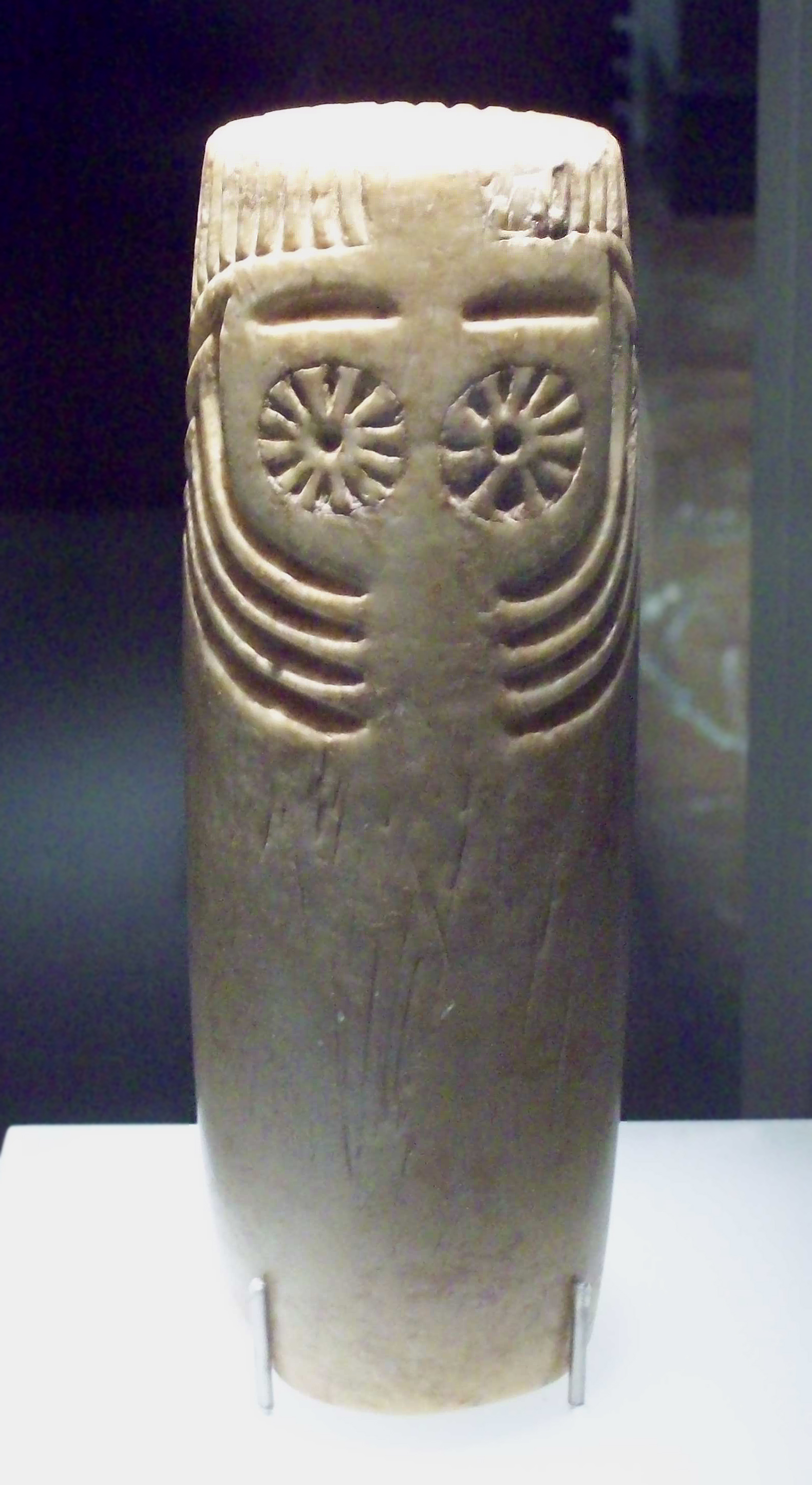
Ídolo oculado (llamado "Ídolo de Extremadura"). Obra de arte esquemático esculpida en alabastro en el valle del Guadalquivir durante el Calcolítico (tercer milenio a. C.).

El Calcolítico en la península ibérica singulariza esta fase de la Prehistoria (también denominada Edad del Cobre o Eneolítico) en un ámbito geográfico concreto, el peninsular. Este momento se corresponde con un claro incremento en la complejidad social que mostraba el período precedente, el Neolítico, anunciando los posteriores cambios que se produjeron durante la Edad del Bronce y del Hierro. Hay investigadores que lo subdividen en Calcolítico Inicial, Pleno y Final.
Los grupos arqueológicos más significativos fueron los del castro de Leceia, en Barcarena (Oeiras, distrito de Lisboa), de finales del Neolítico hasta la Edad del Cobre, descubierto a finales del XIX por el padre de la estratigrafía y arqueología portuguesa, Carlos Ribeiro, y excavado a principios del siglo XX (1914) por José Leite de Vasconcelos, naturalista y arqueólogo, y el más reciente Vila Nova, en Vila Nova de São Pedro (Azambuja, distrito de Lisboa) (Portugal), y Los Millares, en Almería (España). Durante el III milenio a. C. las tierras peninsulares distaron mucho de mostrarse culturalmente uniformes. Así, se puede dividir la península ibérica en, por lo menos, tres grandes áreas que presentan unas ciertas características propias: sudeste, sudoeste e interior (que incluiría el norte de Portugal).
Es absolutamente necesario desterrar los tópicos colonialistas[cita requerida] a la hora de buscar explicación a los múltiples cambios que se produjeron en este período. Hoy en día, parece claro que estos fueron el resultado de procesos autóctonos, generados a partir del sustrato poblacional neolítico indígena. 

## Contextualizando el Calcolítico
Aunque el Calcolítico debe su nombre y siempre se ha identificado con el uso de los primeros metales por parte de la humanidad, hay asociados muchos otros procesos de cambio que son incluso más importantes que la propia metalurgia:
1. Aumento demográfico y protourbanización de los poblados, que son más amplios y con mejores infraestructuras.
2. Crecimiento de la producción de alimentos debido a la intensificación agrícola y a la explotación de los productos derivados de la ganadería.
3. Cambios sociales que condujeron a la creación de jerarquías embrionarias que desembocaron en una sociedad de jefaturas (centralización política).

El metal debió ser un elemento más entre las numerosas innovaciones que se produjeron durante el III milenio a. C. en la Península.
Estas transformaciones se detectan inicialmente en los grupos del mediodía peninsular, pero es difícil establecer un orden de prioridad sobre dónde aparecieron por primera vez. Posteriormente, estas comunidades incorporaron el vaso campaniforme, que, tradicionalmente, ha sido utilizado para marcar un antes y un después en las periodizaciones (por ejemplo, en el sudeste: Precampaniforme o Millares I y Campaniforme o Millares II). Actualmente, y sin negar la importancia del campaniforme como fósil director del Calcolítico final, algunos investigadores muestran reticencias a la hora de establecer esta diferenciación en dos momentos entre los que no se observa ninguna ruptura. Por ello, se empieza a prescindir de esta secuenciación y a considerar el campaniforme como una simple adición artefactual, una moda.

## Interpretaciones
Inicialmente, todos estos elementos fueron atribuidos por los investigadores a la influencia de unos supuestos colonizadores procedentes del Mediterráneo oriental. Así, Luis Siret creyó que eran consecuencia de la llegada de navegantes fenicios introduciendo por primera vez el término colonia para designar los asentamientos del sudeste español. Pere Bosch i Gimpera utilizó la teoría de los círculos culturales para explicarlo, asociando el despliegue cultural peninsular a la interrelación y subsiguiente evolución local de unos supuestos grupos norteafricanos que habrían cruzado el Mediterráneo durante el Neolítico; asimismo, consideraba íntimamente relacionados los complejos de Los Millares y Vila Nova. Georg y Vera Leisner criticaron esta argumentación, reformulando la idea de la llegada de colonos orientales.
Años después, tras la reexcavación de Los Millares y de otros poblados amurallados del área de Vila Nova, Sangmeister, Schubart y Blanco los atribuyeron a navegantes cicládicos, debido a su distribución relativamente cercana a la costa y a los parecidos arquitectónicos con las fortificaciones cicládicas. Incluso para los tholoi millarenses se hablaba de su relación con los cretenses de Plátano, en la llanura de Messara, correspondientes al Minoico antiguo y cuyo modelo habría sido importado por prospectores de metal.
Hoy en día, las tesis orientalistas han sido prácticamente abandonadas debido a que, en primer lugar, las dataciones hechas mediante carbono-14 han establecido la mayor antigüedad de los asentamientos occidentales y a que, en segundo, no hay objetos de procedencia oriental que revelen una interacción entre ambos extremos del Mediterráneo. Los primeros materiales de Oriente constatados en la península ibérica son las cerámicas micénicas encontradas en Llanote de los Moros, en Montoro (Córdoba), cuya datación es muy posterior, hacia el 1300 a. C. o el 1500 a. C. (las dataciones calibradas de Carbono 14 sitúan cronológicamente Vila Nova y Los Millares entre 3100-2200 a. C.). Por otro lado, los ídolos oculados, la cerámica acanalada o pintada y las coladas de cobre del sudeste peninsular tienen características propias, diferentes de los supuestos modelos orientales. Sí que han sido hallados objetos de procedencia norteafricana que evidencian la existencia de redes comerciales que se extendían al noroeste de África.

## El Sureste: Los Millares
A partir del 3500 a. C. y hasta el 2250 a. C., según unos, o entre el 3100 a. C. y el 2200 a. C. aproximadamente, según otros, en el sudeste peninsular se desarrolló una gran complejidad cultural cuyo exponente principal fue el poblado de Los Millares. La mayoría de los yacimientos relacionados con este grupo se distribuyen por la provincia de Almería y el sector oriental de la de Granada, llegando hasta Murcia (Cabezo del Plomo en Mazarrón) y el sur de la provincia de Alicante (Les Moreres en Crevillente). Esta zona resulta ser la más árida de Europa, aunque la desertización bien puede tener a la población humana de aquella época como factor importante, ya que recientes estudios faunísticos y palinológicos indican que el medio ambiente del III milenio a. C. era bastante más fértil que el actual.

### El poblamiento
Frente a un poblamiento muy disperso y de débil densidad demográfica de la etapa anterior, se implantó un modelo polarizado en torno a yacimientos de entidad y con cierto grado de urbanización, desde los que se vertebraba la explotación de sus respectivos territorios. Como ejemplos se pueden mencionar: los Millares, en el valle del Andarax; Almizaraque, en el bajo Almanzora; Terrera Ventura, en el área de Tabernas; el Tarajal, en el campo de Níjar; el Malagón, en el altiplano de Chirivel.
No fueron grandes focos de población, ya que su extensión normal rondaba la hectárea (excepto en los Millares, con una extensión de 4 a 5 ha de caserío). Es muy importante destacar el carácter permanente de estos poblados, demostrado por la existencia de murallas, las estructuras habitacionales con zócalo de piedra y el binomio necrópolis-poblado.

### El emplazamiento de los Millares y las fortificaciones
Los Millares se encuentra emplazado en un espigón fluvial, formado por la confluencia de la rambla de Huéchar y del río Andarax. Tiene pues, un emplazamiento defensivo; el acceso solo era fácil por el oeste.
Las primeras excavaciones fueron llevadas a cabo en el siglo XIX por Luis Siret y en el siglo XX por Almagro, Arribas y Molina. Como resultado de todas estas intervenciones se han documentado una acrópolis y tres líneas sucesivas de murallas. La exterior, que une los cortados del Andarax y la rambla del Huéchar, alcanza una longitud de 310 metros y se construyó en una fase tardía, ya que deja en su interior alguna sepultura. Este muro describe en planta un círculo, intercalándose 18 bastiones y en el centro se abre la puerta principal, protegida por una barbacana piriforme. La anchura máxima del muro es de 3 metros. Los restantes lienzos de muralla se encuentran a 50 y 30 metros del primero. Engloban su trazado torres circulares huecas, en vez de bastiones, y sus cronologías parecen anteriores a la primera.
El sistema defensivo se completa con unos fortines que, en número próximo a la decena, se distribuyen por las cumbres de las colinas que cierran por el sur y por el oeste el llano de los Millares. Gracias a la excavación del número 1 sabemos que este constaba de una torre central rectangular protegida por varios anillos de muralla con bastiones.
A partir de las observaciones estratigráficas se cree que el asentamiento inició su trayectoria sin fortificación alguna; más tarde se construyeron los dos lienzos defensivos más próximos a la acrópolis; luego se levantaron la tercera muralla y los fortines; y, por último, la vida se retrotrajo de nuevo a la ciudadela.

### Las viviendas
Son de planta circular con zócalo de piedra, carecen de compartimentación interior, tienen hasta 6 metros de diámetro y presentan una dispersión aleatoria. Chapman, tomando como referencia la extensión de Los Millares y el número mínimo de defensores necesarios para rentabilizar sus imponentes fortificaciones, propone la cifra de unos 1000-1500 habitantes, lo que, para él, justifica la adjudicación a este centro del calificativo de “protourbano”. Estos rasgos generales son apreciables en otros yacimientos como el Cerro de la Virgen de Orce, El Malagón, Campos y Almizaraque.

### Las necrópolis
Se sitúan indefectiblemente en las inmediaciones de los poblados y están formadas por enterramientos megalíticos colectivos, tipo tholos en las comarcas bajas y cercanas a la costa, así como también cuevas e hipogeos hacia el interior. Suelen tener amplias cámaras circulares de hasta 6 metros de diámetro, pasillos de acceso y cubiertas cupulares. A veces, las cámaras se complementan con camaretas laterales secundarias. Los pasillos suelen aparecer segmentados a base de losas perforadas. Las cubiertas adoptan la forma de falsa cúpula, por aproximación de hiladas, afianzándose su construcción mediante el uso de un pie central.
En los Millares se han descubierto unas 90 tumbas, casi todas de cúpula (tholoi), excepto media docena que presentan cubierta monolítica plana. Los osarios se sitúan en la cámara, en el corredor o incluso en las camaretas. En determinados monumentos pueden llegar a corresponder a un centenar de individuos, aunque en otros no alcancen la decena, situándose la media en torno a 20. Las ofrendas están diseminadas, sin que resulte posible asociarlas a enterramientos concretos. Entre ellas hay cerámica lisa y decorada, herramientas líticas talladas y pulimentadas, piezas de adorno algunas veces sobre materiales exóticos, herramientas y armas de cobre, ídolos de piedra y hueso, etc. Este tipo de enterramientos nos pone de relieve una estructura de comunidad en grupos de parentesco, en que cada linaje o grupo de filiación contaba con un panteón que sería también signo externo de su respectivo grupo familiar.

### La economía

#### Agricultura
Se cultivaban los cereales como el trigo y la cebada (algunas veces se han encontrado en pequeños graneros en el interior de las casas). También se han documentado algunas leguminosas, como el haba en Almizaraque y la lenteja en Campos, lo cual hace pensar en la existencia de una rotación de cultivos. Podría también haberse iniciado el cultivo del olivo y de la vid, como ocurría en esta misma fecha en la zona del Egeo, pero no hay seguridad de que las muestras encontradas pertenezcan a plantas domésticas.
Los restos de fauna prueban un cambio en la cabaña ganadera respecto a la del Neolítico, disminuyendo la frecuencia de ovicápridos en beneficio de grandes bóvidos y équidos, que se sacrificaban en edades avanzadas, lo que ha dado pie a suponer que se dedicaban a la carga y, tal vez, a la tracción. Existen también indicios de aprovechamiento de la leche, utilizada para la fabricación de queso, conforme permiten entrever las numerosas queseras y coladores recuperados en las excavaciones. Otra aportación de carne era la caza: en el Cerro de la Virgen de Orce, la proporción de huesos de animales salvajes era del 21 % y entre estos se encontraban ciervos, jabalíes, uros, conejos y diferentes aves.

#### Útiles
La gran mayoría de los artefactos y adornos hallados en los yacimientos fueron elaborados localmente. Las cerámicas son muy toscas, aunque, a veces, presentan engobes rojos o negros (a la almagra). Normalmente es lisa, salvo en el caso de los llamados vasos simbólicos, decorados con motivos oculados o soliformes. También existen algunas vasijas pintadas.
Entre los útiles líticos destacan largas láminas de sílex con anverso facetado y, sobre todo, puntas de flecha losángicas, cruciformes con pedúnculo y de profundísima base cóncava. Hay también puñales y alabardas, pero son excepcionales. El pulimento de piedra se reservaba para hachas, azuelas y algunos ídolos (antropomorfos, placa, betilos). Se puede deducir la existencia de unas redes de distribución de materia prima lítica.
En hueso y asta abundan punzones, agujas y espátulas, siendo raros los adornos (como alfileres y botones) y los ídolos, de los que se atestigua, no obstante, un buen lote de tipo oculado en Almizaraque.
La producción de estos bienes era de carácter doméstico: hay constancia de actividades artesanales, como la talla del sílex, en el interior de las viviendas de Almizaraque y los Millares. Sin embargo, ciertos datos sugieren la aparición de especialistas, ya que algunas cerámicas de estos dos poblados, alejados entre sí 80 km, parecen proceder de un mismo taller, según los análisis de pasta.

#### Metalurgia
La metalurgia pudo ser, en algún caso, exclusiva de unos pocos especialistas y estar relativamente centralizada. Pero la producción de objetos de metal no fue grande, limitándose a fabricar herramientas como hachas planas, cinceles, leznas y sierras, así como algunas armas: puñales triangulares y navajas curvas.
En el caso de El Malagón, los filones de cobre cercanos parecen explicar su emplazamiento. Cabría pensar entonces en la posibilidad de la existencia de poblados mineros especializados en obtener la materia prima, como El Malagón y El Hártela, pero en estos solo hay mínimas trincheras, al contrario de lo que sucede en los Balcanes, donde se atestiguan enormes minas.
En casi todos los asentamientos hay indicios de actividades metalúrgicas. En Almizaraque se detectan en bastantes cabañas, lo que nos indica el ámbito familiar de tal práctica, pero en Los Millares ha llegado a individualizarse un amplio taller rectangular en el que puede seguirse con detalle todo el proceso de trabajo metalúrgico. Tal vez esto sea indicio de la existencia de especialistas autónomos dedicados a estos menesteres.

### La sociedad
A partir del cementerio de los Millares puede afirmarse que la sociedad calcolítica del sureste estaba en proceso de jerarquización. En principio, una necrópolis megalítica se correspondería con una sociedad segmentaria en la que cada tumba es patrimonio de un grupo familiar de entre los varios que, en régimen de igualdad, se aglutinan en una unidad superior. Pero Chapman ha advertido que en Los Millares:
1. No todas las tumbas cuentan con la misma riqueza de ajuares, concentrándose en unas pocas los suntuarios: cerámicas simbólicas, elementos importados (ámbar, marfil, cáscara de huevo de avestruz), piezas metálicas, objetos campaniformes, etc.
2.  En el interior de los sepulcros hay zonas en que se concentran las ofrendas más destacadas, tal vez para individualizar a ciertos individuos de los demás.
3. Algunos monumentos denotan mayor complejidad arquitectónica, lo que supone una mayor inversión de trabajo.
4. Las tumbas más ricas y complejas están más cerca de la muralla.
Todo ello se podría interpretar como testimonio de la aparición de unas élites en el contexto de una sociedad incipientemente jerarquizada, de la que faltarían otros tipos de evidencias arqueológicas, como serían edificios singulares o viviendas realmente distinguidas por concentraciones excepcionales de riqueza.

## El sudoeste

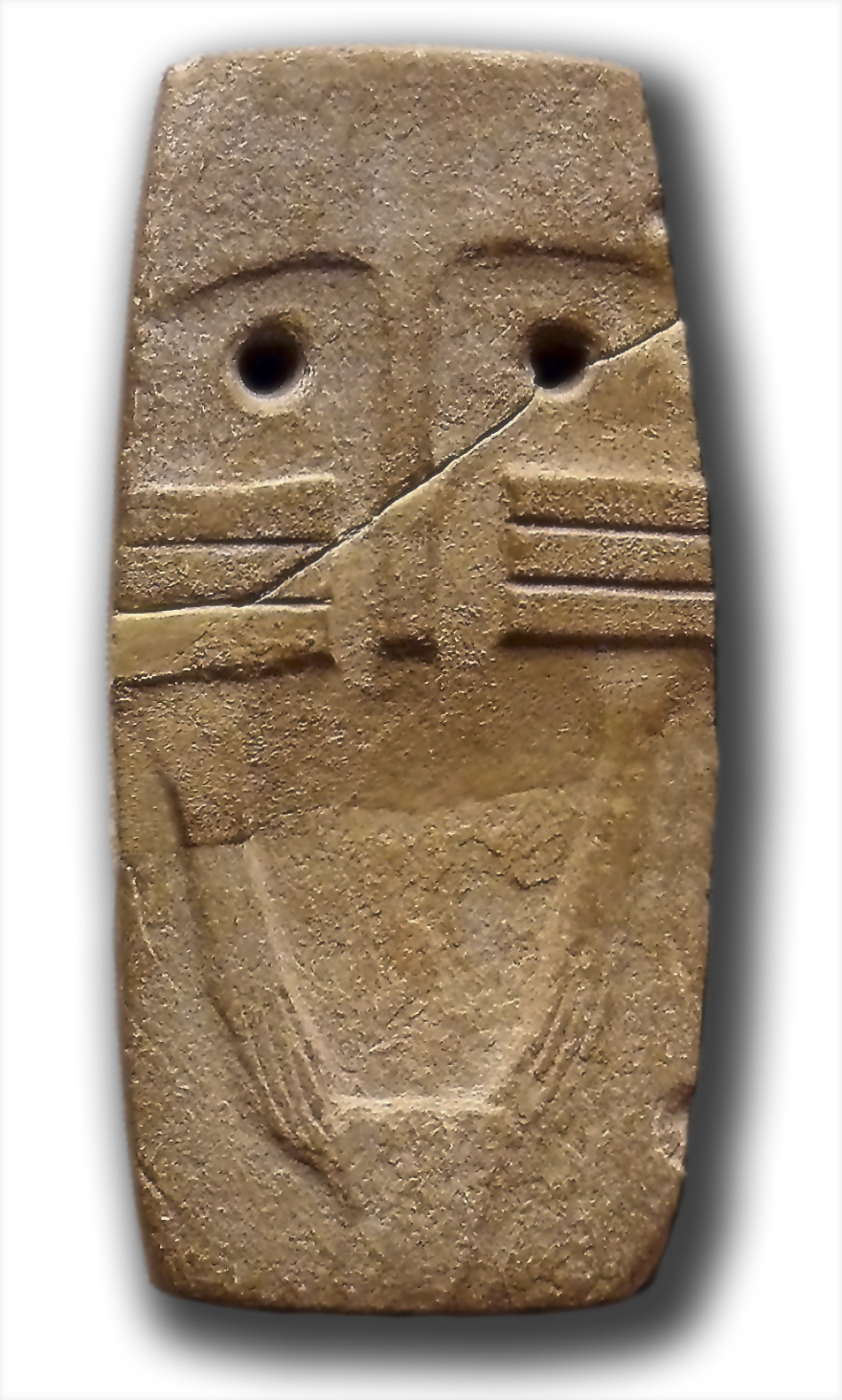
Ídolo-Placa prehistórico antropomorfo. Piedra. Sección plana. Calcolítico. Procedente del Dolmen de Garrovillas (Garrovillas de Alconétar, provincia de Cáceres, Extremadura, España).

Entre el 3100 y el 2200 a. C. se desarrolló en el área de la desembocadura del Tajo un grupo de gran complejidad cultural cuyos signos distintivos se fueron extendiendo progresivamente por todo el suroeste peninsular, creando un cierto trasfondo de unidad en diversos aspectos como son la nuclearización y el encasillamiento de los hábitats, el surgimiento de la metalurgia o la aparición de un ritual funerario común en el que participaban unos mismos símbolos.

### Extensión y poblamiento
Las primeras referencias sobre el fenómeno de concentración y sedentarización del poblamiento en el sudoeste peninsular se obtuvieron en el ámbito de la llamada “cultura del Tajo” o de Vila Nova, que incluía las penínsulas de Lisboa y Setúbal. Allí se encuentran Vila Nova de São Pedro y Zambujal. Estos yacimientos se caracterizan por su reducido tamaño, no superior a la hectárea y porque fueron construidos y reconstruidos en sucesivas fases hasta alcanzar la complejidad estructural que presentan. El ejemplo más significativo es, sin duda, Zambujal. Este tipo de poblado se constata también en el Algarve y el Bajo Alentejo e incluso en la provincia de Huelva, donde cabe citar el de Cabezo de los Vientos. Otros yacimientos como Valencina de la Concepción, Sevilla, Pijotilla, en Badajoz o Ferreira en Alentejo en el sur de Portugal, manifiestan menor preocupación defensiva y mayor extensión.
Por lo tanto el poblamiento en el sudoeste no se reducía a pequeños lugares fortificados, sino que es más complejo, una situación bastante distinta a la del sudeste, donde los principales núcleos, como los Millares, estaban siempre fortificados. Estos hábitats fortificados se explican por la presencia de colonos, que no solo aportaban modelos arquitectónicos, sino también estilos cerámicos como los famosos “copos” de la cultura del Tajo y la metalurgia del cobre. Actualmente se defiende el autoctonismo, aunque para las murallas se puede defender la inspiración en el prototipo mediterráneo de la Península. Contando también con el uso de los mismos símbolos, como ídolos oculados, de la tipología singular para los instrumentos materiales exóticos.

### La metalurgia
Los minerales comprometidos en la fundición (carbonatos y óxidos de cobre), así como los productos finales, son los mismos que en Los Millares, por lo que cabría hablar de una misma tradición metalúrgica y del funcionamiento de mecanismos emulativos entre ambos focos. Tradicionalmente se ha defendido la subordinación del grupo del Tajo.
En los primeros momentos los artefactos de cobre se reducían a hachas planas alargadas, punzones dobles, cinceles, sierras y algún puñal triangular. Más tarde, coincidiendo con el campaniforme, se añadieron puñales de lengüeta y ciertas puntas de jabalina pedunculada, llamada de palmela.

### Las necrópolis
Como en tierras almerienses, se implanta el binomio poblado-necrópolis. Otra característica es la generalización de los monumentos de cúpula o tholoi, sin embargo, ello no supuso ruptura respecto al pasado, porque muchísimos de los grandes dólmenes anteriores se siguieron usando, tal es el caso de Anta Grande de Olival da Pega, en Reguengos (Portugal). Otros dólmenes, como el de Comenda de Igreja, se vieron sustituidos por los modernos tholoi, pero que se construyeron en el interior de los mismos túmulos, acreditando la persistencia del carácter sagrado de los respectivos lugares.
En la zona del Tajo final también fueron comunes los enterramientos en cuevas artificiales excavadas en la roca, pudiéndose poner de ejemplos los de Alapraia y Palmela. El momento culminante de su utilización debió ser la Edad del Cobre, los ajuares son de esta época y del campaniforme, pero su origen se retrotrae al Neolítico, lo que prueba la continuidad funeraria.

### Ritos funerarios
Se trata de sepulturas colectivas, probablemente correspondientes a distintos linajes familiares, lo cual no representa diferencia alguna respecto al ritual megalítico anterior. Sin embargo, hay ciertos cambios, no solo en unos ajuares específicos de esta época, sino también en la subdivisión del espacio interno de las sepulturas mediante camaretas o nichos, respondiendo esto tal vez a una necesidad social de individualizar a ciertos personajes. Un ejemplo en este sentido lo proporciona el sepulcro de cúpula número 3 de Alcalar, en el Algarve. En uno de sus nichos se recuperó un ajuar excepcional, constituido por alabardas, hachas, sierras y otros objetos de cobre.
Permanece la estructura de la sociedad segmentaria anterior, pero la progresiva complejidad económica de los grupos del Cobre estimula la aparición de dirigentes, cuyas tumbas, sin ser individuales, se diferencian del resto.

### Los ajuares
Los materiales que se detectan en los enterramientos coinciden con los domésticos, pero se observa cierta especialización. Como en la etapa megalítica anterior, el sílex es importante: las pequeñas puntas de flecha y los microlitos son sustituidos por puntas de base cóncava o recta con retoque invasor. También en sílex se encuentran grandes láminas retocadas y en la Extremadura portuguesa son muy importantes las alabardas de sílex, que se tallan bifacialmente. La cerámica en los tholoi del Algarve y el Guadiana-Guadalquivir se distingue sobre todo por los platos de “borde almendrado”. El motivo decorativo de los ojos comparece en todo tipo de objetos, siendo distintivos de las llamadas “cerámicas simbólicas”. También encontramos hachas y azuelas de piedra pulimentada, piezas de cobre (primero las hachas planas y luego puñales de lengüeta y puntas palmela en la fase campaniforme). Encontramos también adornos como colgantes, cuentas de collar de piedra y, excepcionalmente, de oro y marfil. Sin embargo, las piezas funerarias clave del Suroeste son los ídolos, que son auténticas manifestaciones de religiosidad. Los ídolos tienen rasgos antropomorfos y pueden fabricarse en arcilla, pizarra, hueso e incluso marfil.
Entre los más abundantes se encuentran los ídolos-placa de pizarra con abigarrada decoración, cuyo origen se sitúa en las últimas etapas neolíticas. A partir de la Edad del Cobre se individualizan los hombros y la cabeza, se les dotará de ojos y mantendrán una perforación para colgar. Son uno de los elementos más representativos del Suroeste peninsular.
Otros ídolos en la misma línea decorativa son los báculos o bastones, que tienen forma de maza.
Otros ídolos son los betilos, cilíndricos y suelen ser de caliza muy blanca. Muestran en una de sus caras la típica decoración de ojos circulares.
En el caso de los ídolos-falange, los ojos aparecen grabados o pintados. Este modelo es también frecuente en el Sureste.
Los ídolos, en general, aluden mayoritariamente a un mismo símbolo: la “divinidad de los ojos”. ¿Quién era esa divinidad y cuál era su significado? Se trata, por regla general, de un personaje femenino, lo cual ha servido para identificarlo con la diosa Madre o diosa de la Tierra de las comunidades campesinas neolíticas. La diosa, en tal sentido, sería como Ceres o Cibeles, se presenta como garante de riqueza, de fecundidad, de buenas cosechas. Para algunos autores resulta problemático que la mayoría de las estatuillas de esta diosa aparezcan en un panteón funerario, por lo que ven en ellas representaciones de aves nocturnas, como la lechuza (los “tatuajes” de los oculados corresponderían al disco facial de estas rapaces). Childe defiende una postura conciliadora: “parece que la antigua diosa de la fertilidad se hubiera transformado en una diosa de la muerte”, tal vez como una diosa de la resurrección. Por último, los ídolos se esgrimieron como base de los planteamientos orientalistas, porque hay ídolos-placa en Chipre y símbolos oculados en los Balcanes y Chipre, incluso se puede hablar de paralelos intermedios en Sicilia. No obstante, en la actualidad no existe en la Península ni un solo caso de importación oriental. Tal vez, bajo la relativa unidad formal de estos objetos, subyace un mismo simbolismo y contenido religioso en el Mediterráneo.

### Cronología
Las fechas que nos proporcionan los monumentos sepulcrales tienen un valor relativo, porque estos monumentos se usaron durante mucho tiempo. Son mejores las de los asentamientos. Y en este sentido, para Zambujal y Santa Justa contamos con más de una decena en cada caso y para Monte da Tumba, alguna datación absoluta aislada. La más antigua de estas últimas se remonta al 2590 a. C., lo que supone una referencia de gran valor para el punto de partida del fenómeno de las fortificaciones: en el Castelo de Santa Justa tenemos una fecha del 2400 para el comienzo de la fase antigua del poblado, ya con muralla y una metalurgia consolidada. En Zambujal nos encontramos con unas fechas (2250/2245) más de un siglo posteriores a la fortificación circular o núcleo primario, que corresponden a las fases constructivas 2a/2b del poblado.
Últimamente se han revisado sistemáticamente los datos proporcionados por el radiocarbono en vasos campaniformes de toda Europa y se ha llegado a la conclusión de que los más antiguos serían los encontrados en el área del Bajo Tajo, en Portugal, en yacimientos como Zambujal y Vila Nova de São Pedro, con una cronología que va del 2900 al 2500 a. C., algo más antigua que los de Andalucía, que estarían entre el 2500 y el 2200 a. C.
En las fases finales de Zambujal se observa la decadencia del poblado, lo que supone el ocaso del modelo de hábitat fortificado de la zona coincidiendo con los comienzos de la Edad del Bronce.

## El Calcolítico en la Tierras del Interior: la Meseta y el norte de Portugal

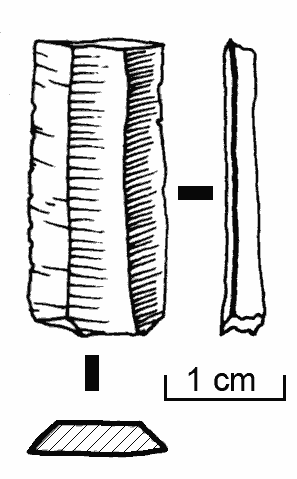
Hoja de sílex (fracturada), procedente de un yacimiento calcolítico de Fresno de la Ribera (Zamora, España).

Hace años se hablaba de “vacío cultural” en las tierras del interior. Hoy día la situación es distinta, pudiéndose aludir a la existencia de grandes analogías en cuanto al material arqueológico con el sureste y suroeste. Cabría reconocer, incluso, un grado de complejidad cultural comparable a los focos periféricos de la Península.
Las innovaciones son muy difíciles de valorar, porque se desconoce en buena medida la etapa previa. Esta situación hizo que se recurriera al difusionismo o al colonialismo para explicar la génesis del horizonte del Cobre en la Meseta, de esta manera se justificaba la existencia de materiales arqueológicos parangonables con los de algunas estaciones del sur de Portugal, como los siguientes: platos de borde almendrado de una serie de pequeños poblados de los alrededores de Plasencia (Cáceres), o más al este, en el Castillo de las Herencias (Toledo), cuya distribución no alcanzó a desbordar el sistema Central; en segundo lugar, ciertas “cerámicas simbólicas” de los yacimientos zamoranos de Las Pozas o de los Paradores de Castrogonzalo; en tercer término, ciertas decoraciones cerámicas, como los triángulos punteados; puntas líticas talladas de base recta o cóncava; ciertos ídolos oculados en hueso, procedentes de Las Pozas o de la Cueva de la Vaquera (Segovia), aunque en el caso de estos últimos cabría relacionarlos más bien con piezas del sureste; finalmente, diversas piezas metálicas (puñales triangulares).
Estas analogías se explican hoy como emulación, no como interacción, por mucho que un botón de marfil de Las Pozas pudiera relacionarse con el circuito comercial de manufacturas ebúrneas norteafricanas.

### El poblamiento
Hasta hace poco, los poblados calcolíticos de la Meseta se reducían a “campos de hoyos” en los areneros de Madrid, como Cantarranas (Moncloa) o Villaverde o el valle medio del Duero, como Los Cercados (Valladolid) y Las Pozas (Zamora), que se atribuían a poblaciones escasamente estables.
En 2017, cerca de la localidad vallisoletana de Peñafiel, arqueólogos dataron los restos de la Muralla de Pico de la Mora en torno al 2900 a. C. y convirtiéndola en la muralla más antigua del norte de la península ibérica.
Hoy se tiene información, sobre todo en el reborde occidental, de poblados fortificados, de cierta extensión y con auténticas casas, que atestiguan un marcado sedentarismo: el Castillejo, con líneas de pequeños fortines exteriores circulares y Cabrerizas, con casas circulares de piedra, los dos en Plasenzuela (provincia de Cáceres). El Cerro del Quemado, en la provincia de Ávila, presenta un foso excavado en la roca. Quizá el más interesante de todos sea el Castro de El Pedroso (Zamora), con una muralla de bloques de granito y una torre hueca, además, se documentan casas circulares. Este castro zamorano tiene un respetable tamaño, cerca de las cuatro hectáreas e incluso cuenta con un “santuario” de arte esquemático en sus alrededores.
En el norte de Portugal la situación es parecida a la de la meseta, destacando unos poblados fortificados en la misma línea del Duero, como Castello Velho, en Vila Nova de Foz Côa, o más al norte, como São Lourenço de Selho. Castello Velho tiene doble muralla reforzada con bastiones. En el interior hay restos de construcciones pétreas y agujeros para hogares.
Por tanto, también en el interior peninsular se experimentará un avance del proceso de sedentarización y de “centralización política”.

### La economía

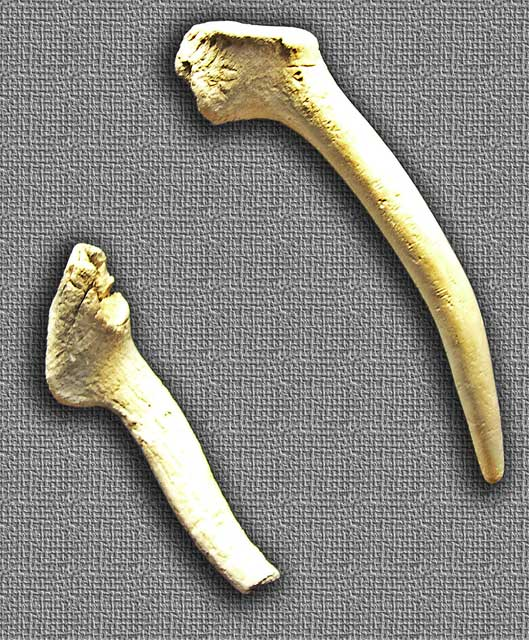
Compresores y retocadores en cuerna de cérvido procedentes del yacimiento calcolítico de «Los Cercados», en Mucientes (Valladolid, España). Museo Arqueológico de Valladolid.

Tenemos constancia de agricultura en los poblados de las campiñas centrales, por ejemplo, semillas de trigo en Villardondiego (Zamora) y de pólenes de cereales en El Ventorro (Madrid), incluso en tierras madrileñas contamos con la impronta de un cesto de trigo en un “hoyo” en La Cervera (Madrid), lo que prueba que algunos de ellos desempeñaron originariamente la función de silos. También hay numerosos hallazgos de dientes de hoz en sílex que muestran el “lustre de la siega”. También en el norte de Portugal (Bunaco da Pala) se había almacenado cierta cantidad de trigo, cebada, e incluso habas y bellotas.
Se ha discutido sobre la contribución de équidos y bóvidos al desarrollo de una agricultura intensiva, bien como animales de carga o tracción, a partir de los restos del yacimiento de Las Pozas, ya que los animales fueron sacrificados a edad adulta. En cuanto a la ganadería hay que mencionar sobre todo los restos de cerdos y ovicaprinos. Se cazan ciervos y uro.
En cuanto a la metalurgia, es de carácter local, y en este sentido hay que avanzar la idea de exportaciones meridionales, como lo demuestran los crisoles y contenedores de coladas hallados en varios yacimientos. El mineral, en ciertos casos, se traía de lejos, de las tierras altas de León y Palencia o de la sierra de Ávila, planteando el grado de organización de los grupos locales de la Edad del Cobre. Algo análogo podría decirse tras el reconocimiento de talleres locales de sílex para la fabricación de dientes de hoz en Los Cercados, en Mucientes (Valladolid), que se exportaban a la Tierra del Vino, en la provincia de Zamora.

### Usos funerarios
Ni en la Meseta ni en el norte de Portugal se contempla el binomio poblado-necrópolis, que es tan característico del sur peninsular. En las penillanuras de Zamora, Salamanca y norte de Cáceres, los viejos megalitos continúan usándose, como acreditan los elementos de ajuar (cerámicas, útiles de piedra y elementos de cobre), que son idénticos a los de los hábitats de este momento.
A partir del 2000 a. C. el campaniforme se convierte en elemento habitual de los ajuares funerarios, pero formando parte de ofrendas a personajes destacados, asociándose a puntas palmela, puñales de lengüeta y elementos de adorno de oro. Sin embargo, este hecho no resulta fácil de precisar al encontrarse en un espacio sepulcral común, caso de las sepulturas megalíticas de Cha de Carvahal, en Baiao, de Galisancho y Aldeavieja de Tormes, ambos en la provincia de Salamanca.
La asociación a individuos concretos la veremos en las campiñas del Duero y en los alrededores de Madrid, donde se documentan auténticas tumbas individuales que podían catalogarse de aristocráticas.
Las jefaturas individuales, empleando la terminología actual, resultan perceptibles arqueológicamente en esta zona desde fines de la Edad del Cobre, como prueba la tumba de Fuente-Olmedo, en Valladolid.